# Batalla de Kadugli
La batalla de Kadugli es un enfrentamiento que inició el 8 de junio de 2023 entre las Fuerzas Armadas de Sudán y las milicias del Movimiento de Liberación del Pueblo de Sudán-Norte con el respaldo de las Fuerzas de Apoyo Rápido en el contexto de la tercera guerra civil sudanesa.

## Fondo
En 2020, cinco personas fueron asesinadas en la ciudad por milicianos como parte de las tensiones provocadas por el derramamiento del conflicto de Darfur.

## Batalla
El 8 de junio, las Fuerzas de Apoyo Rápido habían cerrado la carretera entre Kadugli y El Obeid, privando a la ciudad de suministros. La lucha se ha extendido a las ciudades más pequeñas de Darfur. Las Fuerzas Armadas de Sudán rechazaron un ataque de las RSF en una de sus bases, mientras las tropas leales al líder rebelde Abdelaziz al-Hilu del Movimiento de Liberación del Pueblo de Sudán-Norte sitiaban la ciudad.
El 21 de junio, el SPLM-N (al-Hilu) inició un asalto contra la 54.ª Brigada de Infantería de las Fuerzas Armadas del Sudán en los alrededores de Kadugli. El ejército afirmó que había repelido el ataque, mientras que la Fuerza Aérea Sudanesa desplegó aviones MiG y Sukhoi para bombardear a las tropas del MLPS-N (al-Hilu) y las bases alrededor de la ciudad. También comenzaron los combates en otras ciudades de la región, como Dalang y al-Dibaybat y para el 15 de julio, tanto el MLPS-N (al-Hilu) como las RSF lanzaron importantes ataques alrededor de Kordofán del Sur, incluyendo Kadugli. Sin embargo, las dos facciones no parecen coordinarse ni estar aliadas; en cambio, ambos explotan las operaciones del otro contra su enemigo común, las FAS.
A principios de septiembre, 50.000 civiles habían huido de la zona, mientras el SPLM-N continuaba sus intentos de capturar la ciudad.  Sin embargo, los combates en el área cesaron repentinamente alrededor de este tiempo. Periodistas de Darfur24 revelaron posteriormente que miembros del SPLM-N se estaban reuniendo con oficiales de la 14ª División de Infantería en Kadugli y sus alrededoresSegún los informes, el jefe del Estado Mayor del SPLM-N, Izzat Koko Angelo, también envió una carta al general de brigada Kafi Tayyar Al-Badeen, pidiéndole que desertara. Al-Badeen dirigía una milicia de Kordofán del Sur en la zona de Kadugli, luchando junto al ejército sudanés. El comandante declaró públicamente su lealtad a los militares, afirmando que la carta estaba diseñada para sembrar la discordia.
El 27 de septiembre, el MLPS-N inició un nuevo ataque contra Kadugli, invadiendo los barrios de Jabal Hajar al-Mak Rahal y Daraja Altalta de la ciudad, al tiempo que lanzaba ataques de artillería con lanzacohetes Katyusha. El asalto fue repelido por la guarnición local, pero los rebeldes atacaron de nuevo al día siguiente, esta vez apuntando a los barrios de Jabal Hajar al-Mak Rahal y Talo.En octubre, continuaron los combates entre las Fuerzas Armadas del Sudán y el MLPS-N entre Kadugli y Dalang, concentrados en las aldeas de al-Takama, El Faragil y Karkaria. También se produjeron enfrentamientos en Damba, al oeste de Kadugli.